# Entallament

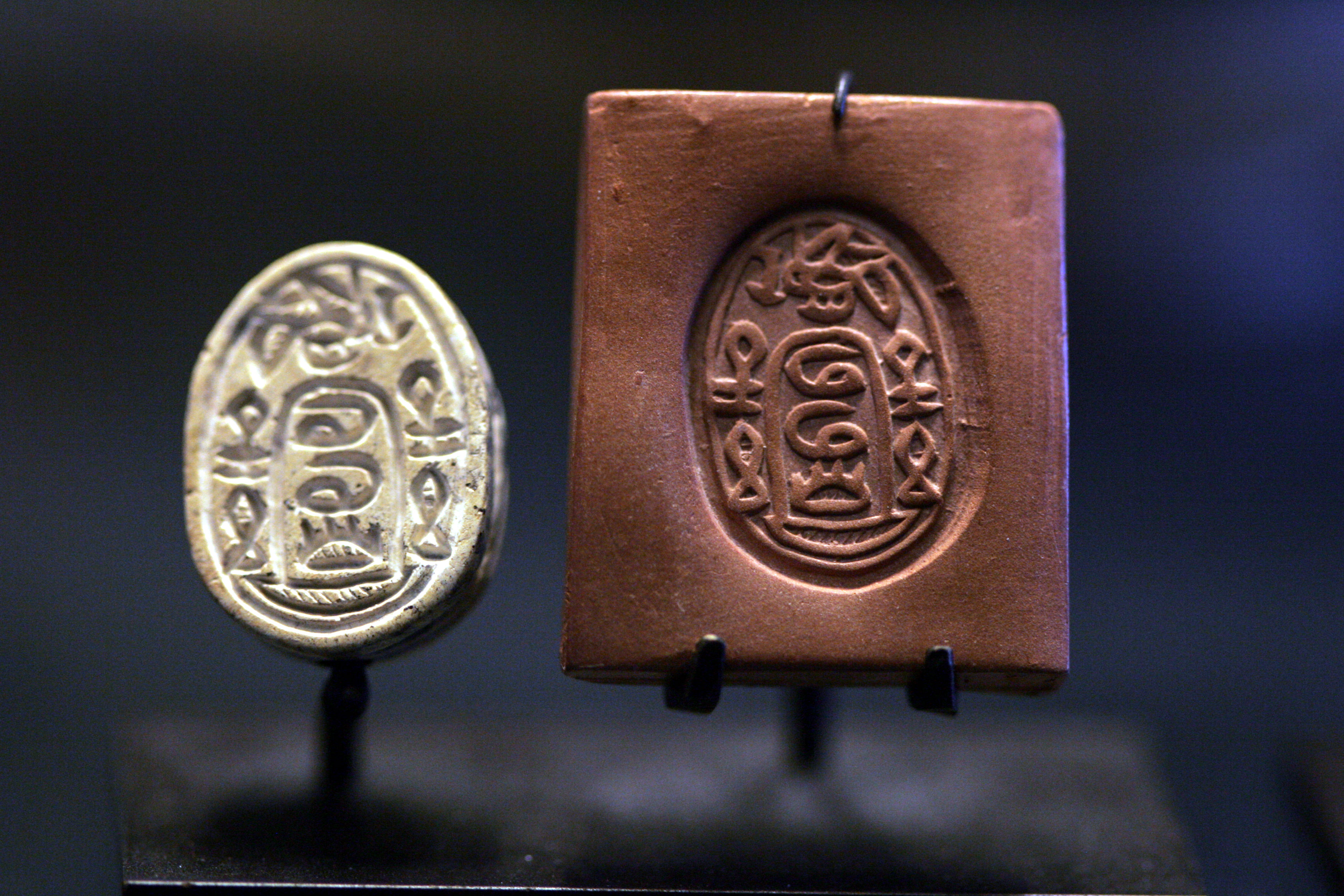
Entallament en un segell egipci. Louvre.

S'anomena  entallament  o entalladura tota pedra dura gravada en buit, especialment la usada com segell. Les pedres fines que s'usen per a tals efectes solen ser l'àgata, la cornalina, la maragda, l'ametista, el granat i el lapislàtzuli.
L'art de produir camafeus i altres objectes semblants com ara els entallaments s'anomena glíptica (del grec  glypho , gravar) i és una forma especial de l'art de l'escultura. Les produccions de la glíptica han servit des dels temps més remots de la Història per a realitzar segells, articles d'ornamentació i objectes piadosos o propis de la superstició.